# Золотник (одиниця вимірювання)
Золотни́к — старовинна руська одиниця вимірювання маси. (1/96 фунта ≈ 4,26575417 г)
1 золотник дорівнює 96 долям.
Назва «золотник», ймовірно, бере свій початок від золотої монети золотник, що була в обігу в Київській Русі і пізніше. Золотник («златник») виготовлявся у вигляді маленької золотої монети.
Поняття «золотник» використовувалось також для позначення чистоти золота. Якщо, наприклад, в золотій монеті вагою в 1 золотник (дорівнює 96 долям) була 21 доля домішок від ваги золотовмісного сплаву, а золота — 75 долей, то цю монету вважали виготовленою з золота 75-ї проби чи з «75-золотникового золота».

## Співвідношення з іншими одиницями
- 1 пуд = 40 фунтів
- 1  фунт = 32 лоти = 96 золотників
- 1  лот = 3 золотника

З 1899  р., відповідно до «Положення про міри й ваги 1899 року» , 1  фунт = 0,4095124 кг,
отже, 1 золотник = 1/96 фунта ≈ 4,26575417  г.